# Eugénie Smet
Pour les articles homonymes, voir Smet.
Eugénie Smet (en religion : sœur Marie de la Providence), née le 25 mars 1825 à Lille et morte le 7 février 1871 à Paris, est une religieuse française, fondatrice des sœurs auxiliatrices. Béatifiée par Pie XII en 1957, elle est commémorée le 7 février selon le Martyrologe romain.

## Biographie
Née à Lille, 11, marché au Verjus, elle est la fille d'Henri Édouard Joseph Smet, négociant et propriétaire lillois et de Marie Pauline Joseph Taverne, la troisième de six enfants. Sa sœur Emma (1828-1910) est aussi religieuse Auxiliatrice du purgatoire (mère Marie de Saint Ignace). De 1836 à 1843, elle est instruite au pensionnat des Dames du Sacré-Cœur de Lille, et de 1843 à 1853, elle mène une vie apostolique intense à Loos-lez-Lille. 
En novembre 1853, elle découvre sa mission dans l'Église, confirmée en 1855 par le Curé d'Ars. En 1859, elle adopte la règle et les constitutions de la Compagnie de Jésus, et en 1863, elle fonde la maison de Nantes. Le 4 août 1867, elle est appelée pour la mission de Chine, et en 1869, elle fonde la maison de Bruxelles. Le 7 février 1871, elle meurt à Paris, à l'âge de 45 ans, d'un cancer du sein. Elle est inhumée au cimetière du Montparnasse. Elle est béatifiée par Pie XII en 1957.

## Sa foi, ses buts
Le XIXe siècle était une époque fortement marquée par la dévotion aux âmes du purgatoire. Cette dévotion s'exprimant souvent par une insistance sur la nécessité de souffrir et d'expier en ce monde, pour abréger les souffrances après la mort. À l'instar de Zélie Martin, Eugénie Smet, par son expérience était sûre que Dieu lui était fidèle. Eugénie Smet fonde les Auxiliatrices du purgatoire, pour une mission universelle : « aller des profondeurs du purgatoire jusqu'aux dernières limites de la terre ». Dans cet esprit elle invite les Auxiliatrices à ne pas se lier à une œuvre particulière et à ne se laisser arrêter par aucune frontière pas même celle de la mort. Eugénie Smet considère le purgatoire comme une expérience radicale de l'amour.
Initiée à la spiritualité ignacienne dès son éducation au Sacré-Cœur de Lille, Eugénie Smet adopte la règle et les constitutions de la Compagnie de Jésus, le 25 mars 1859, après trois années de tâtonnements et de recherches.